# Свети Димитър (Брещени)
Вижте пояснителната страница за други значения на Свети Димитър.
„Свети Димитър“ (на гръцки: Aγίου Δημητρίου) е възрожденска православна църква в костурското село Брещени (Авги), Егейска Македония, Гърция. Храмът е част от Костурската епархия.
Църквата е построена в началото XVIII век на около километър северозападно от селото и носи името „Св. св. Константин и Елена“, докато главният енорийски храм в селото е „Свети Димитър“. Църквата е изградена върху основите и с материал от раннохристиянска гробищна базилика. В 1743 година голяма част от жителите на Брещени се потурчват и свещеник Йован, за да спре процеса на ислямизация слага в храма голяма икона на Христос Всемогъщ Съдия, която е оцеляла и до днес. В периода 1826 – 1831 година в Брещени работи големият местен художник Аргир Михайлов, който създава в гробищната църква „Св. св. Константин и Елена“ три ценни стенописа и няколко преносими икони, запазени и до днес. Най-красив от тези стенописи е на Св. св. Константин и Елена, който е разхоложен там, където, като правило се изписват патроните на църквите, тоест поне до 1826 г. – годината на изписването му, храмът все още е посветен на тези двама светци. Мюсюлманските жители на селото обаче се увеличават и около 1850 година местният бей разрушава енорийската църква „Свети Димитър“ в центъра на селото и построява на нейно място джамия. Съответно християните обновяват и разширяват на дължина единствената им останала малка гробищна църква, пренасят в нея иконите от разрушения храм и я прекръщават на „Свети Димитър“. В 1902 година при митрополит Герман Каравангелис храмът е отново обновен и в него е поставен владишки трон, с описващ събитието надпис на гърба. В 1965 година брещенци – и местни, и бежанци, построяват нова църква в селото, която получава името на Константин и Елена.
- Стенописи на Аргир Михайлов
- Констатин и Елена
- Поклонение на Исус
- Света Богородица Ширшая небес

- Икони от храма
- Кръщение Господне

- Света Богородица Одигитрия
- Света Богородица Педократуса
- Свети Георги
- Свети Йоан Кръстител